# Grupo Televisa
Grupo Televisa, S.A.B. je mehiško multimedijsko množično medijsko podjetje in eno največjih v Latinski Ameriki in špansko govorečem svetu. Je pomembno mednarodno razvedrilno podjetje, pri čemer večino svojih programov predvaja v Združenih državah na Univisionu, s katerim ima sklenjeno ekskluzivno pogodbo.

## Televizijski kanali
- Las Estrellas - telenovele
- Canal 5 - tuje televizijske oddaje in filmi
- Nueve - tuje telenovele
- Foro TV - informativni programi

### Kabel
- Adrenalina Sports Network
- Bandamax
- Bitme
- De Película
- De Película Clásico
- Distrito Comedia
- Golden and Golden Edge
- Golden Premier
- Las Estrellas Internacional - na voljo po vsem svetu (razen v Mehiki)
- TLN Network - na voljo v Braziliji, na Portugalskem, v Angoli in Mozambiku
- Tlnovelas
- Telehit
- Telehit Música
- Telemundo Internacional
- TUDN
- Unicable